# دیو پوتاموی
دیو پوتاموی (به لاتین: Dyo Potamoi) یک منطقهٔ مسکونی در قبرس شمالی است که در ناحیه گوزل‌یورت واقع شده‌است.